# Вера, Алан
Алан Эрнесто Вера Гарсия (исп. Alan Ernesto Vera García; 26 октября 1990 — 23 сентября 2024) — кубинский и американский борец греко-римского стиля, победитель и призёр Панамериканских чемпионатов, призёр Панамериканских игр.

## Карьера
В феврале 2016 года в американском Фриско, одолев в финале мексиканца Альфонсо Лейву, победил на Панамериканском чемпионате. С 2019 года выступал за США. 28 февраля 2024 года на Панамериканском квалификационном олимпийском турнире, проходившем в Акапулько, он завоевал лицензию для США на летние Олимпийские игры 2024 года, которые пройдут в Париже.

## Смерть
В июле 2024 года у Веры случилась остановка сердца во время игры в футбол с друзьями. Он был госпитализирован на восемь недель и умер 23 сентября 2024 года в возрасте 33 лет.

## Личная жизнь
Был женат на бывшей американской спортсменке, которая занималась борьбой вольного стиля, родившейся в России, Елене Пирожковой. В июне 2024 года, всего за три месяца до смерти Веры, у них родился первый ребенок.

## Достижения

### За Кубу
- Панамериканские игры 2015 — ;
- Панамериканский чемпионат по борьбе 2016 — ;

### За США
- Панамериканский чемпионат по борьбе 2023 — ;
- Панамериканский чемпионат по борьбе 2024 — ;